# Plataforma Cívica
La Plataforma Cívica (polonès: Platforma Obywatelska, PO) és el principal partit polític de centredreta de Polònia, que defensa idees europeistes, liberals i democristianes.

## Història
El partit fou fundat el 19 de gener de 2001, i la major part dels seus membres havien estat membres de la Unió de la Llibertat (Unia Wolności, UW),) i la AWS (Solidaritat-Aliança Democràtica de la Dreta - Akcja Wyborcza Solidarność). El partit estava format per Donald Tusk UW, Maciej Płażyński (Solidaritat-AWS) i Andrzej Olechowski. El president de la Plataforma Cívica és Donald Tusk. En el partit també hi militen Jan Rokita, Bronisław Komorowski, Małgorzata Handzlik, Zbigniew Chlebowski, Hanna Gronkiewicz-Waltz, Stefan Niesiołowski, Grzegorz Schetyna i Jerzy Buzek.
A les eleccions parlamentàries poloneses de 2001 la Plataforma Cívica va obtenir un 12,68% dels vots i 65 escons al Sejm (el parlament polonès, Sejm, té 460 escons). A les Eleccions parlamentàries poloneses de 2005 va obtenir un 24,14%, 133 escons i 34 senadors (sobre 100), i en les dues legislatures va restar a l'oposició.

### Govern de Donald Tusk
Donald Tusk va ser nomenat primer ministre de Polònia després de les eleccions parlamentàries poloneses de 2007. La relació entre Tusk i el president Lech Kaczyński van ser dolentes per les diferents ideologies polítiques i l'ús del veto presidencial, amb el què Kaczyński va bloquejar la legislació redactada pel govern de Tusk, incloent la reforma de les pensions, els plans de zonificació agrícola i urbana i la reestructuració de la televisió estatal.
La mort del president Kaczyński en un accident d'avió, el 10 d'abril de 2010 va fer Bronisław Komorowski, de Plataforma Cívica, el president interí de Polònia, i guanyà les eleccions presidencials anticipades a la segona volta contra Jarosław Kaczyński, el 4 de juliol de 2010. En 2011, Tusk es va convertir el primer en guanyar la reelecció després de la caiguda del règim comunista al país, mantenint-se en el càrrec fins que l'agost de 2014 va ser designat per a succeir Herman Van Rompuy com a President del Consell Europeu, renunciant al càrrec de Primer Ministre, que va ocupar la seva companya de la Plataforma Cívica Ewa Kopacz, i va ser President del Consell Europeu fins al 30 de novembre de 2019.

### Retorn a l'oosició
Llei i Justícia va poder formar un govern amb majoria absoluta després d'aconseguir 235 escons en les eleccions parlamentàries poloneses de 2015, davant dels 138 de Plataforma Cívica, que va passar a l'oposició fins que a les eleccions parlamentàries poloneses de 2023 els tres principals partits de l'oposició van obtenir la majoria d'escons al Sejm però Mateusz Morawiecki, de Llei i Justícia es va convertir en Primer Ministre de Polònia i Plataforma Cívica va passar a l'oposició.

### Nou govern de Donald Tusk
L'11 de desembre de 2023 Morawiecki va perdre una moció de confiança, i d'acord a l'establert a la Constitució de Polònia, un grup d'almenys 46 diputats podia presentar un altre candidat a primer ministre, que fou Donald Tusk de Plataforma Cívica, qui es va convertir en nou Primer Ministre.

## El programa
La Plataforma Cívica defensa l'economia liberal. Les seves propostes econòmiques van orientades a abaixar els impostos i introduir l'impost lineal (en polonès podatek liniowy). Vol liquidar el Senat i limitar la burocràcia. Postula la lluita contra la corrupció i la delinqüència. El partit també dona suport la integració en la Unió Europea (UE).
En l'àmbit social, s'oposa a l'eutanàsia, el matrimoni homosexual i la legalització de les drogues.

## Resultats electorals
| Eleccions al Sejm | Eleccions al Sejm | Eleccions al Sejm | Eleccions al Sejm | Eleccions al Sejm | Eleccions al Sejm | Eleccions al Sejm  |
| Any               | Lider             | Vots              | %                 | Escons            | +/–               | Govern             |
| ----------------- | ----------------- | ----------------- | ----------------- | ----------------- | ----------------- | ------------------ |
| 2001              | Maciej Płażyński  | 1,651,099         | 12.7 (#2)         | 65 / 460          | Nou               | Oposició (2001-03) |
| 2001              | Maciej Płażyński  | 1,651,099         | 12.7 (#2)         | 65 / 460          | Nou               | Oposició (2003-04) |
| 2001              | Maciej Płażyński  | 1,651,099         | 12.7 (#2)         | 65 / 460          | Nou               | Oposició (2004-05) |
| 2005              | Donald Tusk       | 2,849,259         | 24.1 (#2)         | 133 / 460         | 68                | Oposició (2005-06) |
| 2005              | Donald Tusk       | 2,849,259         | 24.1 (#2)         | 133 / 460         | 68                | Oposició (2006-07) |
| 2007              | Donald Tusk       | 6,701,010         | 41.5 (#1)         | 209 / 460         | 76                | Govern de Coalició |
| 2011              | Donald Tusk       | 5,629,773         | 39.2 (#1)         | 207 / 460         | 2                 | Govern de Coalició |
| 2015              | Ewa Kopacz        | 3,661,474         | 24.1 (#2)         | 138 / 460         | 69                | Oposició           |
| 2019              | Grzegorz Schetyna | 5,060,355         | 27.4 (#2)         | 102 / 460         | 36                | Oposició           |
| 2023              | Donald Tusk       | 6,629,402         | 30.7 (#2)         | 127 / 460         | 25                | Oposició (2023)    |
| 2023              | Donald Tusk       | 6,629,402         | 30.7 (#2)         | 127 / 460         | 25                | Govern de Coalició |

### Senat
| Any  | Escons   | +/– |
| ---- | -------- | --- |
| 2001 | 2 / 100  | Nou |
| 2005 | 34 / 100 | 32  |
| 2007 | 60 / 100 | 26  |
| 2011 | 63 / 100 | 3   |
| 2015 | 34 / 100 | 29  |
| 2019 | 43 / 100 | 9   |
| 2023 | 36 / 100 | 7   |

### Presidencials
| Any  | Candidat                      | 1a volta  | 1a volta  | 2a volta   | 2a volta  |
| Any  | Candidat                      | Vots      | %         | Vots       | %         |
| ---- | ----------------------------- | --------- | --------- | ---------- | --------- |
| 2005 | Donald Tusk                   | 5,429,666 | 36.3 (#1) | 7,022,319  | 46.0 (#2) |
| 2010 | Bronisław Komorowski          | 6,981,319 | 41.5 (#1) | 8,933,887  | 53.0 (#1) |
| 2015 | Suport a Bronisław Komorowski | 5,031,060 | 33.8 (#2) | 8,112,311  | 48.5 (#2) |
| 2020 | Rafał Trzaskowski             | 5,917,340 | 30.5 (#2) | 10,018,263 | 48.9 (#2) |

### Assemblees regionals
| 2002                                     | 12.1 (#4) | 79 / 561  |    |
| En coalició amb Llei i Justícia (POPiS). |           |           |    |
| 2006                                     | 27.2 (#1) | 186 / 561 |    |
| 2010                                     | 30.9 (#1) | 222 / 561 | 36 |
| 2014                                     | 26.3 (#2) | 179 / 555 | 43 |
| 2018                                     | 27.1 (#2) | 194 / 552 | 15 |
| Dins de la Coalició Cívica.              |           |           |    |

### Parlament Europeu
| Any  | Líder                   | Vots      | %          | Escons  | +/– |
| ---- | ----------------------- | --------- | ---------- | ------- | --- |
| 2004 | Jerzy Buzek             | 1.467.775 | 24,1 (#1)  | 15 / 54 | N/D |
| 2009 | Danuta Hübner           | 3.271.852 | 44,4 (#1)  | 25 / 50 | 10  |
| 2014 | Danuta Hübner           | 2.271.215 | 32,1(#1)   | 19 / 51 | 6   |
| 2019 | Włodzimierz Cimoszewicz | 5.249.935 | 38,47 (#2) | 14 / 51 | 5   |
| 2024 | Marcin Kierwiński       | 4.359.443 | 37,04 (#1) | 18 / 51 | 5   |